# 牛角金合欢蚁
牛角金合欢蚁（英文：Acacia ants）学名直譯为銹色伪切叶蚁，是中美洲最普遍的一种伪切叶蚁。體態形似蜂类，具有橙棕\銹色的身体，体长约3mm，复眼非常大，具强視力。因为與牛角金合欢（Acacia cornigera）共生而得名牛角金合欢蚁。

## 描述

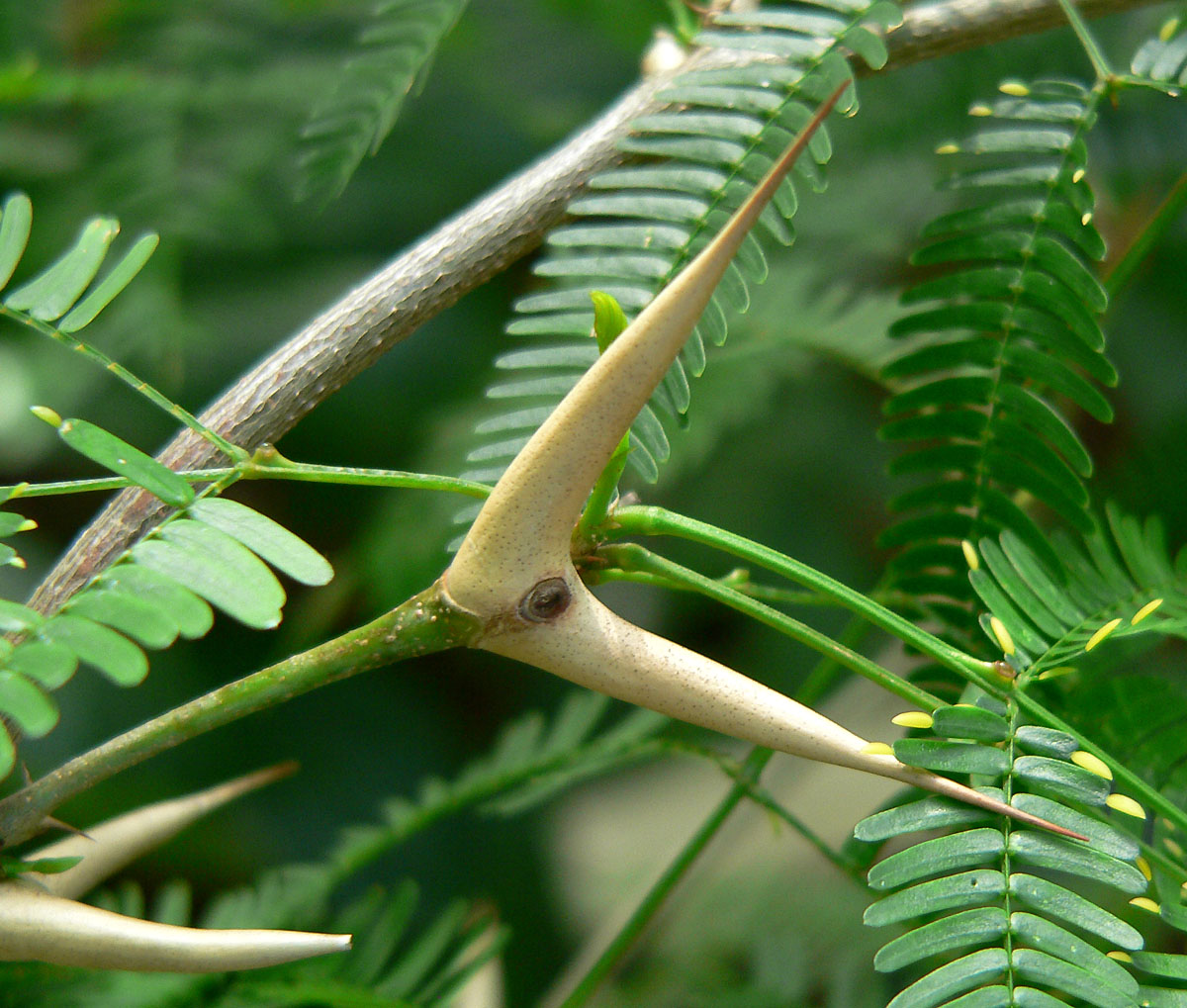
牛角金合欢所延伸出来的牛角。

该物種专以金合欢为巢穴，新后为完全隱居型。

### 與金合欢的共生关系
该物種和金合欢有着共生关系。为了驱除那些試圖破壞\食用金合欢的生物，金合欢自身会分泌有毒化學物質来驅逐敵人，而牛角金合欢蚁也会用螫針攻擊并造成疼痛，使敵人吃痛而逃走，更进一步保護整個巢穴羣落。
新生蚁后会被金合欢散發出的特殊氣味吸引，隨後蚁后就会进入金合欢体内并开始築巢，共生也在此开始。蚁后会啃咬金合欢的牛角部分，挖出一个巢穴，并在里面产下15-20个卵，生出第一批工蚁。随着蚁群的增长，会有更多的牛角被駐紮，当蚁群达到约400只时，工蚁將开始圈養其他昆虫，并以牠们分泌的蜜露为食。
当植物受到食草动物的攻擊及食用时，受损的叶子会释放出挥发性有机化合物。其中，当工蚁感知到反式-2-己烯醛时，它们会馬上進入興奮狀態，并攻击被金合欢叶吸引的各种大小的生物，杀死蟋蟀等昆虫，并蜇傷正在攻擊植物的动物。 即使是附生藤本植物等其他植物也会被工蚁標記，因为那是陌生的气味，因此工蚁也会蜂拥而至，冲向潜在的威胁。 此外，蚂蚁还会在金合欢周围的地面上寻找昆虫，并消灭这些昆虫，以防被那些昆虫蹭到任何一点生存資源。作为互利，树叶基部的特殊腺体会产生富含糖和氨基酸的花蜜，叶尖会长出贝氏体（Beltian body），一种含有营养丰富的小包油和蛋白质。金合欢也喜欢介壳虫产生的甜蜜露，介壳虫会吸食金合欢的汁液，因此工蚁也会保护介壳虫，有效地提供食物。
非洲和新大陆的金合欢物种具有明显的蚂蚁共生（Myrmecophytism），同时也长出了尖銳的刺，这种进化方向很顯然是为了防禦大型动物而生的。 研究表明若没有工蚁保護，牛角金合欢会受到更多来自外界的傷害，并且往往会被其他植物霸佔。

### 群落週期
牛角金合欢蚁是全年婚飞物種，当環境適宜时就会马上开始婚飞。如果金合欢的角沒有被上一批伪切叶蚁打开过，蚁后就会咬一个圆形洞并进入腔室，第一批产下15到20个卵，牛角金合欢蚁是完全隱居型物種，因此在工蚁未出世前，蚁后不会進食任何東西。群落數量在七个月内增加到150只工蚁，三个月后再增加到300只工蚁，两年内增加到1100只工蚁，三年内增加到4000多只工蚁。
年輕的工蚁会保护角及收集花蜜和贝氏体，有时会跑到其他角上開闢新的區域。雄蚁和公主蚁会在群落第二年产生。当工蚁数量达到50-100只时，工蚁会在其他植物表面上巡邏，当数量达到200-400只时，工蚁將变得更攻击性并攻击附近其他较小的蚁群，抵御植食昆虫。

## 共生对象
该物種的共生對象包括：
- 牛角金合欢（英语：Vachellia cornigera）
- 圆腺牛角金合欢（英语：Vachellia collinsii）
- 拟黑牛角金合欢（英语：Vachellia allenii）
- 短序牛角金合欢（英语：Vachellia sphaerocephala）
- 球序牛角金合欢（英语：Vachellia globulifera）
- 恰帕斯金合欢（英语：Vachellia chiapensis）
- 玛雅金合欢（英语：Vachellia mayana）
- 扁牛角金合欢（英语：Vachellia hindsii）
- 细牛角金合欢（英语：Vachellia gentlei）
- 歪牛角金合欢（英语：Vachellia cookii）
- 小歪牛角金合欢（英语：Vachellia janzenii）